# Provinz Nord-Est Sardegna
Die Provinz Nord-Est Sardegna (italienisch provincia del Nord-Est Sardegna, zu Deutsch „Nordostsardinien“), zwischen 2005 und 2015 Provinz Olbia-Tempio (italienisch Provincia di Olbia-Tempio), ist eine italienische Provinz der Region Sardinien, die sich im Wesentlichen auf die Gallura im Nordosten Sardiniens erstreckt. Hauptstädte sind Olbia und Tempio Pausania. Sie hat 136.547 Einwohner (Juni 2005) in 26 Gemeinden auf einer Fläche von 3.397 km². 
Die Provinz wurde 2001 kraft Gesetzes aus 24 Gemeinden der Provinz Sassari und zwei Gemeinden der Provinz Nuoro erstmals gebildet und Provinz Olbia-Tempio bezeichnet. Im Mai 2005 wurden der Provinzvorsteher und der Provinzrat gewählt und die Provinz somit auch de facto gegründet. Mit Inkrafttreten der sardischen Neuordnung der lokalen Gebietskörperschaften von 2016 wurde die Provinz Olbia-Tempio vollständig in die Provinz Sassari eingegliedert und damit aufgelöst, ehe sie 2021 kraft Gesetzes wiederhergestellt und damit ein zweites Mal mit dem neuen Namen Provinz Nord-Est Sardegna eingerichtet wurde.

## Sehenswürdigkeiten
- Albucciu bei Arzachena, Protonuraghe
- Aquädukt Sa Rughitulla römisch
- Cabu Abbas Höhensiedlung bei Olbia, Nuraghenkomplex
- Coddu Vecchiu und Li Lolghi bei Arzachena, Gigantengräber
- Gigantengrab Su Monte de s’Ape, bei Olbia
- Li Muri bei Arzachena, Steinkisten
- Luras, Dolmen von Ladas etc.
- Maiore, bei Tempio Pausania, Nuraghe
- Malchittu bei Arzachena, Megarontempel
- Milis, bei Golfo Aranci, Brunnenheiligtum
- Nuraghe Izzana, bei Aggius
- Sa Testa bei Olbia, Brunnenheiligtum
- Sos Nurattolos bei Alá dei Sardi Nuraghensiedlung

## Liste der Gemeinden
Diese 26 Gemeinden sind 2001/2005 aus den Provinzen Sassari und Nuoro ausgegliedert worden:
Aggius, Aglientu, Alà dei Sardi, Arzachena, Badesi, Berchidda, Bortigiadas, Buddusò, Budoni, Calangianus, Golfo Aranci, La Maddalena, Loiri Porto San Paolo, Luogosanto, Luras, Monti, Olbia, Oschiri, Padru, Palau, San Teodoro, Sant’Antonio di Gallura, Santa Teresa Gallura, Telti, Tempio Pausania, Trinità d’Agultu e Vignola.

## Größte Gemeinden
(Stand: 30. Juni 2005)
| Gemeinde             | Einwohner |
| -------------------- | --------- |
| Olbia                | 51.256    |
| Tempio Pausania      | 14.118    |
| Arzachena            | 12.086    |
| La Maddalena         | 11.460    |
| Santa Teresa Gallura | 4.638     |
| Calangianus          | 4.543     |
| Budoni               | 4.385     |
| Buddusò              | 4.084     |
| Palau                | 3.869     |
| Oschiri              | 3.671     |
| San Teodoro          | 3.625     |
| Berchidda            | 3.010     |

## Dialekt
Auf dem Gebiet der Provinz wird das Gallurische (Gallurese) gesprochen, ein Dialekt, der Ähnlichkeiten mit dem südlichen Korsisch (um Sartène) aufweist. 